# Ryō Terakado

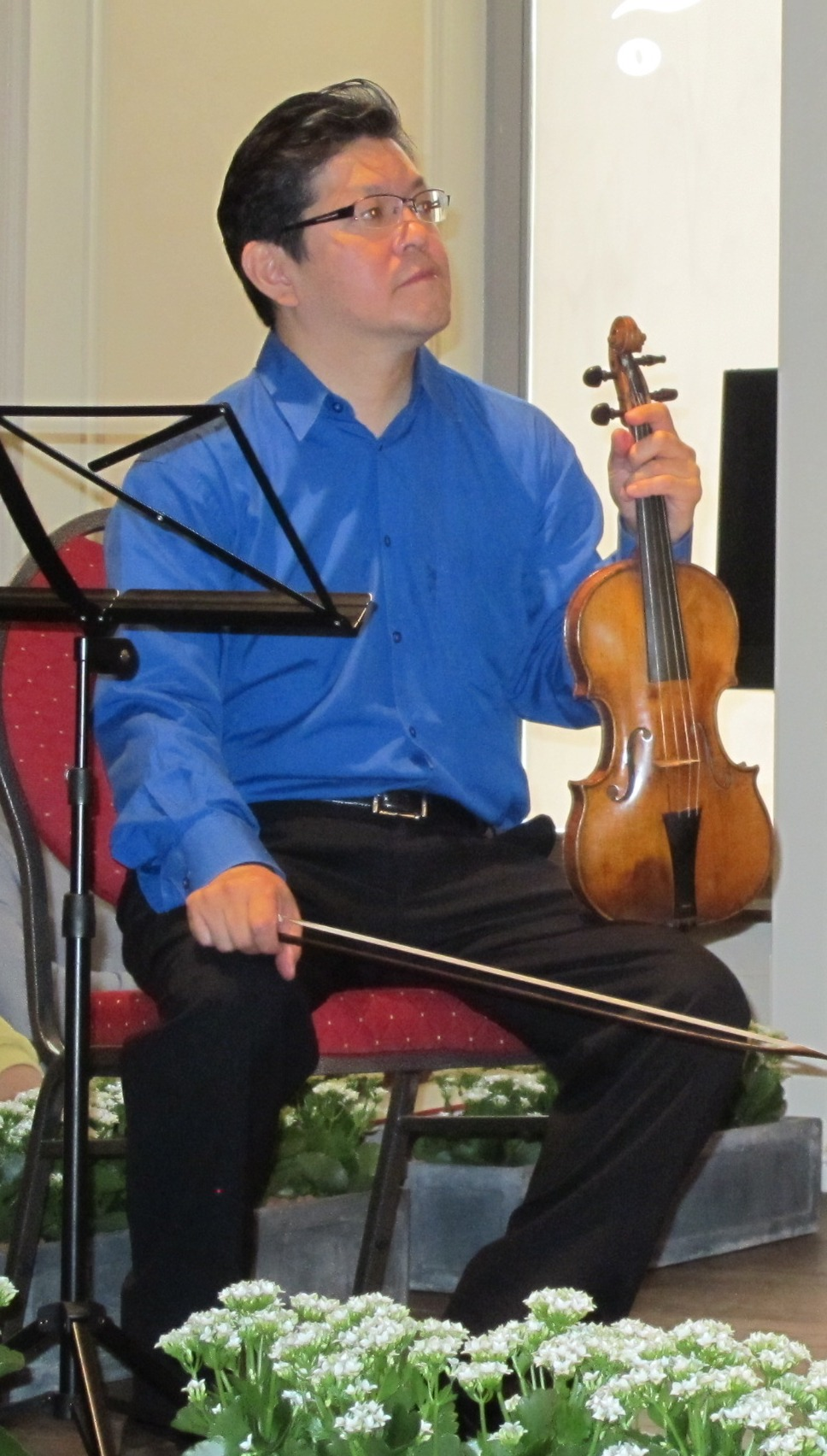
Ryō Terakado (2013)

Ryō Terakado (jap. 寺神戸 亮, Terakado Ryō; * 1961 in Santa Cruz, Bolivien) ist ein japanischer Violinist und Dirigent der historischen Aufführungspraxis.

## Leben und Wirken
Ryō Terakado begann im Alter von vier Jahren mit dem Violinunterricht, gewann mit vierzehn den 2. Preis im Wettbewerb „All Japan Youth Musical Competition“ und studierte anschließend an der Musikhochschule Tōhō Gakuen Daigaku in Tokio. 1984 wurde er für zwei Jahre einer der Konzertmeister im Tokyo Philharmonic Orchestra. 
Mit neunzehn Jahren erwachte sein Interesse für die Barockvioline, in den ersten Jahren versuchte er sich als Autodidakt. Ab 1986 nahm er Unterricht bei Sigiswald Kuijken und erhielt drei Jahre später sein Solistendiplom.
Ab 1987 wirkte er in vielen Barockorchestern Europas und Japans als Konzertmeister, so bei „Les Arts Florissants“, „La Chapelle Royale“, dem „Collegium Vocale Gent“, dem „Tokyo Bach-Mozart Orchestra“, bei „La Petite Bande“, „Il Gardellino“ und dem „Bach Collegium Japan“. 1987 gründete er das „Tokyo Baroque Trio“, mit dem er zahlreiche Tourneen unternahm. Dieses Ensemble wurde durch eine spätere Erweiterung in „Tokyo Baroque“ umbenannt. 
Als Dirigent trat er erstmals 1994 beim „Hokutopia International Music Festival“ in Tokyo in Erscheinung. Inzwischen dirigierte er Barockopern, so Henry Purcells „Dido und Aeneas“ und „The Fairy Queen“, Jean-Philippe Rameaus „Pigmaleon“ sowie Auszüge aus Opern von Jean-Baptiste Lully und Wolfgang Amadeus Mozart.
Neben vielen Solo- und Dirigentenauftritten unternahm er zahlreiche Tourneen mit den verschiedenen Ensembles von Sigiswald Kuijken und mit Robert Kohnen als Cembalist.
Ryō Terakado unterrichtet am Koninklijk Conservatorium Den Haag und ist Artist in Residence am Koninklijk Conservatorium Brussel. Er ist einer der Konzertmeister der Ensembles „Bach Collegium Japan“, „La Petite Bande“, Mitglied des „Kuijken-Quartetts“ und des Ensembles „Il Gardellino“. Seit einigen Jahren widmet er sich dem durch Dmitry Badiarov rekonstruierten Violoncello da spalla, einem Schultercello, welches mit der Viola pomposa verwandt ist.
Regelmäßige Einspielungen macht er mit dem belgischen „Ensemble Ricercar“ und dem gleichnamigen Label, den Labels ACCENT (Belgien), BIS (Schweden) und DENON (Japan).